# Cuius regio, eius religio
Cuius regio, eius religio (z łac. „czyja władza, tego religia”) – łacińska sentencja streszczająca ugodę zawartą przez cesarza Karola V z książętami niemieckimi. Zasada została zapisana w – kończących II wojnę religijną – ustaleniach pokoju augsburskiego (1555).
Prawo Cuius regio, eius religio dawało książętom możliwość wyboru wyznania (katolicyzmu lub luteranizmu) oraz narzucenia go swoim poddanym, niezależnie od woli cesarza.
Zasadę tę uchylono na pokoju westfalskim kończącym wojnę trzydziestoletnią.